# Édouard Zarifian
Pour les articles homonymes, voir Zarifian.
Édouard Zarifian, né le 22 juin 1941 à Asnières (Hauts-de-Seine) et mort le 20 février 2007 à Ouistreham (Calvados), est un psychiatre, professeur des universités-praticien hospitalier français. Il est connu pour ses ouvrages alertant sur les intérêts des laboratoires pharmaceutiques et les dangers de l’utilisation systématique de substances chimiques tels les psychotropes en place de traitements plus humanistes prenant en compte la personne du malade.

## Biographie
Édouard Zarifian fait ses études de médecine à Paris, il suit notamment les enseignements de Jean Delay et de Pierre Deniker. Interne des Hôpitaux de Paris de 1969 à 1973, il obtient la spécialité de neuropsychiatre en 1973. Après avoir exercé au Centre hospitalier Sainte-Anne à Paris, il rejoint le Centre hospitalier universitaire de Clermont-Ferrand en 1981, en tant que Professeur des Universités et Praticien Hospitalier, puis en 1984, il est nommé à la chaire de psychiatrie de l’université de Caen,. Il exerce comme PU-PH et chef de service.
Édouard Zarifian dresse dans son ouvrage Jardiniers de la folie, paru en 1988, le constat d'insuffisance d'une psychiatrie qui ne serait basée que sur des traitements médicamenteux, et ferait l'impasse sur les autres dimensions de l'homme. Il critique notamment les limites d'efficacité de l'utilisation des médicaments psychotropes, qui doit, selon lui, être davantage intégrée dans un soin global : « Incorporer le recours au médicament, en fixant ses limites dans la relation psychologique avec l'intéressé, fait partie des règles techniques d'utilisation »,,,.
Il promeut le modèle bio-psychosocial pour prendre en compte toutes les dimensions de l’humain. Il considère que « La théorie psychanalytique demeure, encore la description la plus satisfaisante de l’organisation de la vie psychique. Elle permet une évaluation de la structure de la personnalité et de la dynamique des énergies qui animent la vie psychique d’un individu. Cette analyse « psychodynamique » permet de situer le sujet dans ses interrelations avec les autres et de comprendre les raisons profondes de son comportement »,,.
Chargé de mission en 1994 par la direction générale de la Santé, puis par Simone Veil et Philippe Douste-Blazy l'année suivante, il est l'initiateur d’une réévaluation de l'utilisation de la pharmacopée en France, avec un rapport en 1996 sur la consommation de psychotropes en France. Dans ce rapport, il attire l'attention sur la surconsommation française de psychotropes, en particulier des antidépresseurs et des benzodiazépines, notamment du Prozac. Il évoque également le financement de la recherche pharmaceutique et le rôle de l'industrie pharmaceutique dans les essais cliniques et dans la formation des médecins, au travers des visiteurs médicaux, de la publicité et de la sponsorisation des congrès,. Dans son ouvrage de 1996 : Le Prix du bien-être - Psychotropes et société, il démontre l'inefficacité de la plupart des traitements chimiques quand ils sont délivrés à la place d'autres approches comme la cure par la parole ou la psychothérapie relationnelle.
Il occupe alors une place centrale dans les débats qui opposent les partisans de l'approche psychique à ceux de l'approche cérébrale. Il avait compris que l'orientation purement biologique et comportementale prise par la psychiatrie était une catastrophe pour la psychiatrie elle-même, puisqu'elle éliminait l'écoute de la souffrance du sujet pour ne s'intéresser qu'à la chimie du corps,.
Fin gastronome, Édouard Zarifian collabore à des revues de gastronomie et est membre de l'Institut de la vigne et du vin de l’Université Bordeaux-II.
En 2005, dans son ouvrage La Bulle de champagne, il rend hommage au moine bénédictin Dom Pérignon, qui avait inventé le champagne, mythe, aussi puissant que le mythe attaché à Philippe Pinel délivrant les fous de leurs chaînes,.
Édouard Zarifian est mort le 20 février 2007 à son domicile d'Ouistreham des suites d'un cancer généralisé d'origine pancréatique.
Une rue porte désormais son nom à Caen ,.

## Publications
- 1980, Chimiothérapie psychiatrique, avec Daniel Ginestet, Pierre Peron-Magnan et Jean-François Chevalier, préf. Pierre Deniker, Masson, coll. « Abrégés ».
- 1982, Précis de psychiatrie, dir. avec Cyrille Koupernik et Henri Lôo, Flammarion.
- 1994 : Des paradis plein la tête, Odile Jacob, Paris  (ISBN 2-7381-0250-6)[18].
- 1988 : Les Jardiniers de la folie, Éditions Odile Jacob, Paris  (ISBN 2-7381-0040-6).
- 1996 : Mission générale concernant la prescription et l'utilisation des médicaments psychotropes en France : Étude du CREDES, Ministère de la Santé, Paris.
- 1996 : Le Prix du bien-être : Psychotropes et sociétés, Odile Jacob, Paris  (ISBN 2-7381-0405-3)[19].
- 1999 : La Force de guérir, Odile Jacob, Paris  (ISBN 2-7381-0723-0).
- 2001 : Une certaine idée de la folie, préface de Marie-Christine Navarro, Éditions de l’Aube, La Tour d’Aigues  (ISBN 2-87678-612-5).
- 2004 : « Psychotropes », dans Dominique Lecourt (dir.), Dictionnaire de la pensée médicale, Presses universitaires de France, coll. « Quadrige », Paris, pp. 934-937.
- 2005 : Le Goût de vivre : Retrouver la parole perdue, Odile Jacob, Paris  (ISBN 2-7381-1107-6)[20].
- 2005 : Bulle de champagne, avec Catherine Coutant et Gérard Liger-Bélair, Éditions Perrin, Paris  (ISBN 2-262-02288-7).